# Wereldkampioenschappen alpineskiën 2009
De FIS wereldkampioenschappen alpineskiën 2009 werden van 3 tot en met 15 februari 2009 georganiseerd in Val-d'Isère, in het departement Savoie. Het waren de 40e officiële FIS wereldkampioenschappen en het was de vierde keer dat ze in Frankrijk plaatsvonden na 1937, 1962 in Chamonix en 1968 in Grenoble (Olympische Winterspelen 1968).
De Franse gemeente was voor het eerst organisator van de wereldkampioenschappen, maar was eerder al gastheer van verscheidene wereldbekerwedstrijden en van vier disciplines in het alpineskiën tijdens de Olympische Winterspelen 1992.
Door de weersomstandigheden en het gebrek aan ruimte in het programma werd de teamwedstrijd niet gehouden.

## Programma
| Datum                                | Uur                 | Discipline              |
| ------------------------------------ | ------------------- | ----------------------- |
| Dinsdag 03/02/2009                   | 13.00               | Super-G vrouwen         |
| Woensdag 04/02/2009                  | 11.00               | Super-G mannen          |
| Vrijdag 06/02/2009                   | 11.00 & 14.00       | Supercombinatie vrouwen |
| Zaterdag 07/02/2009                  | 11.00               | Afdaling mannen         |
| Zondag 08/02/2009 Maandag 09/02/2009 | 13.00               | Afdaling vrouwen        |
| Maandag 09/02/2009                   | 10.00 & 14.00 17.00 | Supercombinatie mannen  |

| Datum                | Uur           | Discipline                    |
| -------------------- | ------------- | ----------------------------- |
| Woensdag 11/02/2009  | 11.00         | Landenwedstrijd (8 runs)      |
| Donderdag 12/02/2009 | 10.00 & 13.30 | Reuzenslalom vrouwen (2 runs) |
| Vrijdag 13/02/2009   | 10.00 & 13.30 | Reuzenslalom mannen (2 runs)  |
| Zaterdag 14/02/2009  | 10.00 & 13.30 | Slalom vrouwen (2 runs)       |
| Zondag 15/02/2009    | 10.00 & 13.30 | Slalom mannen (2 runs)        |

## Resultaten

### Super-G
| #      | Naam                | Land | Tijd    |
| ------ | ------------------- | ---- | ------- |
| Goud   | Didier Cuche        | SUI  | 1.19,41 |
| Zilver | Peter Fill          | ITA  | 1.20,40 |
| Brons  | Aksel Lund Svindal  | NOR  | 1.20,43 |
| 4      | Christof Innerhofer | ITA  | 1.20,48 |
| 5      | Benjamin Raich      | AUT  | 1.20,56 |
| 6      | John Kucera         | CAN  | 1.21,07 |
| 7      | Marco Büchel        | LIE  | 1.21,09 |
| 8      | Didier Défago       | SUI  | 1.21,10 |
| 9      | Carlo Janka         | SUI  | 1.21,19 |
| 10     | Klaus Kröll         | AUT  | 1.21,20 |

| #      | Naam                  | Land | Tijd    |
| ------ | --------------------- | ---- | ------- |
| Goud   | Lindsey Vonn          | USA  | 1.20,73 |
| Zilver | Marie Marchand-Arvier | FRA  | 1.21,07 |
| Brons  | Andrea Fischbacher    | AUT  | 1.21,13 |
| 4      | Anna Fenninger        | AUT  | 1.22,01 |
| 5      | Tina Maze             | SLO  | 1.22,06 |
| 6      | Elisabeth Görgl       | AUT  | 1.22,27 |
| 7      | Lara Gut              | SUI  | 1.22,34 |
| 8      | Maria Riesch          | GER  | 1.22,44 |
| 9      | Nadia Fanchini        | ITA  | 1.22,75 |
| 10     | Viktoria Rebensburg   | GER  | 1.22,80 |

### Supercombinatie
| #      | Naam                     | Land | Tijd    |
| ------ | ------------------------ | ---- | ------- |
| Goud   | Aksel Lund Svindal       | NOR  | 2.23,00 |
| Zilver | Julien Lizeroux          | FRA  | 2.23,90 |
| Brons  | Natko Zrnčić-Dim         | CRO  | 2.24,58 |
| 4      | Silvan Zurbriggen        | SUI  | 2.24,59 |
| 5      | Peter Fill               | ITA  | 2.24,96 |
| 6      | Sandro Viletta           | SUI  | 2.25,07 |
| 6      | Thomas Mermillod Blondin | FRA  | 2.25,07 |
| 8      | Romed Baumann            | AUT  | 2.25,21 |
| 9      | Kjetil Jansrud           | NOR  | 2.25,30 |
| 10     | Aleksandr Chorosjilov    | RUS  | 2.25,91 |

| #      | Naam                  | Land | Tijd    |
| ------ | --------------------- | ---- | ------- |
| Goud   | Kathrin Zettel        | AUT  | 2.20,13 |
| Zilver | Lara Gut              | SUI  | 2.20,69 |
| Brons  | Elisabeth Görgl       | AUT  | 2.21,01 |
| 4      | Maria Riesch          | GER  | 2.21,67 |
| 5      | Marie Marchand-Arvier | FRA  | 2.22,62 |
| 6      | Johanna Schnarf       | ITA  | 2.22,68 |
| 7      | Anna Fenninger        | AUT  | 2.22,69 |
| 8      | Fabienne Suter        | SUI  | 2.22,90 |
| 9      | Sandrine Aubert       | FRA  | 2.22,98 |
| 10     | Marusa Ferk           | SLO  | 2.23,11 |

### Afdaling
| #      | Naam                | Land | Tijd    |
| ------ | ------------------- | ---- | ------- |
| Goud   | John Kucera         | CAN  | 2.07,01 |
| Zilver | Didier Cuche        | SUI  | 2.07,05 |
| Brons  | Carlo Janka         | SUI  | 2.07,18 |
| 4      | Marco Büchel        | LIE  | 2.07,53 |
| 5      | Adrien Théaux       | FRA  | 2.07,95 |
| 6      | Hermann Maier       | AUT  | 2.08,19 |
| 7      | Werner Heel         | ITA  | 2.08,21 |
| 8      | Bode Miller         | USA  | 2.08,38 |
| 9      | Klaus Kröll         | AUT  | 2.08,61 |
| 10     | Christof Innerhofer | ITA  | 2.08,62 |
| 12     | Michael Walchhofer  | AUT  | 2.08,85 |

| #      | Naam                  | Land | Tijd    |
| ------ | --------------------- | ---- | ------- |
| Goud   | Lindsey Vonn          | USA  | 1.30,31 |
| Zilver | Lara Gut              | SUI  | 1.30,83 |
| Brons  | Nadia Fanchini        | ITA  | 1.30,88 |
| 4      | Elisabeth Görgl       | AUT  | 1.31,24 |
| 5      | Marion Rolland        | FRA  | 1.31,45 |
| 6      | Marie Marchand-Arvier | FRA  | 1.31,51 |
| 7      | Andrea Fischbacher    | AUT  | 1.31,88 |
| 8      | Wendy Siorpaes        | ITA  | 1.32,31 |
| 9      | Stacey Cook           | USA  | 1.32,37 |
| 10     | Maria Riesch          | GER  | 1.32,42 |

### Reuzenslalom
| #      | Naam                  | Land | Tijd    |
| ------ | --------------------- | ---- | ------- |
| Goud   | Carlo Janka           | SUI  | 2.18,82 |
| Zilver | Benjamin Raich        | AUT  | 2.19,53 |
| Brons  | Ted Ligety            | USA  | 2.19,81 |
| 4      | Marcel Hirscher       | AUT  | 2.19,88 |
| 5      | Massimiliano Blardone | ITA  | 2.20,49 |
| 6      | Didier Cuche          | SUI  | 2.20,51 |
| 7      | Jean-Baptiste Grange  | FRA  | 2.20,57 |
| 8      | Alexander Ploner      | ITA  | 2.20,60 |
| 9      | Aksel Lund Svindal    | NOR  | 2.20,61 |
| 10     | Marc Berthod          | SUI  | 2.20,76 |

| #      | Naam                  | Land | Tijd    |
| ------ | --------------------- | ---- | ------- |
| Goud   | Kathrin Hölzl         | GER  | 2.03,49 |
| Zilver | Tina Maze             | SLO  | 2.03,58 |
| Brons  | Tanja Poutiainen      | FIN  | 2.04,03 |
| 4      | Denise Karbon         | ITA  | 2.04,16 |
| 5      | Michaela Kirchgasser  | AUT  | 2.04,22 |
| 6      | Kathrin Zettel        | AUT  | 2.04,31 |
| 7      | Tessa Worley          | FRA  | 2.04,63 |
| 8      | Maria Pietilä-Holmner | SWE  | 2.04,71 |
| 9      | Viktoria Rebensburg   | GER  | 2.04,74 |
| 10     | Elisabeth Görgl       | AUT  | 2.04,97 |

### Slalom
| #      | Naam             | Land | Tijd    |
| ------ | ---------------- | ---- | ------- |
| Goud   | Manfred Pranger  | AUT  | 1.44,17 |
| Zilver | Julien Lizeroux  | FRA  | 1.44,48 |
| Brons  | Michael Janyk    | CAN  | 1.45,70 |
| 4      | Felix Neureuther | GER  | 1.45,89 |
| 5      | Mattias Hargin   | SWE  | 1.46,23 |
| 6      | Steve Missillier | FRA  | 1.46,46 |
| 7      | Patrick Thaler   | ITA  | 1.46,54 |
| 8      | Krystof Kryzl    | CZE  | 1.46,57 |
| 9      | Urs Imboden      | MDA  | 1.46,72 |
| 10     | Jimmy Cochran    | USA  | 1.46,83 |

| #      | Naam              | Land | Tijd    |
| ------ | ----------------- | ---- | ------- |
| Goud   | Maria Riesch      | GER  | 1.51,80 |
| Zilver | Šárka Záhrobská   | CZE  | 1.52,57 |
| Brons  | Tanja Poutiainen  | FIN  | 1.52,89 |
| 4      | Denise Karbon     | ITA  | 1.52,90 |
| 5      | Nicole Gius       | ITA  | 1.52,93 |
| 6      | Denise Feierabend | SUI  | 1.53,49 |
| 7      | Ana Jelušić       | CRO  | 1.53,67 |
| 8      | Fanny Chmelar     | GER  | 1.53,76 |
| 9      | Anja Pärson       | SWE  | 1.53,78 |
| 10     | Aline Bonjour     | SUI  | 1.53,84 |

## Medailleklassement
| #      | Land   | Goud | Zilver | Brons | Totaal |
| ------ | ------ | ---- | ------ | ----- | ------ |
| 1      | SUI    | 2    | 3      | 1     | 6      |
| 2      | AUT    | 2    | 1      | 2     | 5      |
| 3      | USA    | 2    | 0      | 1     | 3      |
| 4      | GER    | 2    | 0      | 0     | 2      |
| 5      | NOR    | 1    | 0      | 1     | 2      |
| 5      | CAN    | 1    | 0      | 1     | 2      |
| 7      | FRA    | 0    | 3      | 0     | 2      |
| 8      | ITA    | 0    | 1      | 1     | 2      |
| 9      | SLO    | 0    | 1      | 0     | 1      |
| 9      | CZE    | 0    | 1      | 0     | 1      |
| 11     | FIN    | 0    | 0      | 2     | 2      |
| 12     | CRO    | 0    | 0      | 1     | 1      |
| Totaal | Totaal | 10   | 10     | 10    | 30     |